# 曼尼斯蒂萊克 (密歇根州)
曼尼斯蒂萊克（英語：Manistee Lake）是位於美國密歇根州卡爾卡斯卡縣科爾德斯普林斯鎮區及埃克塞爾西奧鎮區的一個普查規定居民點。

## 人口
根據2020年美國人口普查的數據，曼尼斯蒂萊克的面積為12.78平方千米，當中陸地面積為9.22平方千米，而水域面積為3.56平方千米。當地共有人口465人，而人口密度為每平方千米36.38人。